# 과학산단로
과학산단로는 부산광역시 강서구 구랑동 부산과학산업단지입구와 지사 나들목을 잇는 부산광역시의 도로이다. 부산과학산업단지를 경유하는 주요 도로이다. 전 구간 부산광역시도 제7713호선으로 지정되어 있다.

## 주요 경유지
부산광역시
- 강서구 구랑동 - 지사동

## 노선
| 이름                   | 접속 노선                                                | 소재지     | 소재지 | 비고   |
| ---------------------- | -------------------------------------------------------- | ---------- | ------ | ------ |
| (부산과학산업단지입구) | 국가지원지방도 제58호선 부산광역시도 제77호선 (가락대로) | 부산광역시 | 강서구 | 기점   |
| 구랑교                 |                                                          | 부산광역시 | 강서구 |        |
| (이름 없음)            | 미음산단로                                               | 부산광역시 | 강서구 |        |
| (신명교 남단)          | 과학산단1로 과학산단2로                                  | 부산광역시 | 강서구 |        |
| 지사 나들목            | 국도 제58호선 부산광역시도 제88호선                      | 부산광역시 | 강서구 | 미개통 |